# Sargarausene
Sargarausene (en grec antic Σαργαραυσηνή) va ser un districte de la província romana de la Capadòcia.
Tenia, segons Claudi Ptolemeu, les ciutats de Phiara, Sadagena, Gauraena, Sabalassus, Ariarathira i Maroga. No obstant la seua situació no és massa ben coneguda, i Estrabó la situa al nord, a la frontera amb el Pont, mentre que Plini el Vell ho fa a l'oest, a la frontera amb Frígia.
La ciutat de Larissa no en feia part perquè estava a la vall d'un riu (el Kavkava) que baixava cap a l'est en direcció a l'Eufrates desaiguant prop de Melitene
Actualment és la comarca turca de la ciutat d'Uzun Yaila, incloent l'alta vall del riu Tokhma Su que els romans anomenaven Carmalas, que desaigua a la Mar de Cilícia.